# Aprifrontalia
Genre
Aprifrontalia est un genre d'araignées aranéomorphes de la famille des Linyphiidae.

## Distribution
Les espèces de ce genre se rencontrent en Asie de l'Est et en Russie voisine.

## Liste des espèces
Selon World Spider Catalog (version 16.5, 26/07/2015) :
- Aprifrontalia afflata Ma & Zhu, 1991
- Aprifrontalia mascula (Karsch, 1879)

## Publication originale
- Oi, 1960 : Linyphiid spiders of Japan. Journal of Institute of Polytechnics, Osaka City University, vol. 11D, p. 137-244.